# Matt Kemp
Matthew Ryan Kemp (ur. 23 września 1984) – amerykański baseballista, który występował na pozycji środkowozapolowego.

## Przebieg kariery
Kemp został wybrany w drafcie w 2003 roku. Zawodową karierę rozpoczął w zespole niższej ligi Gulf Coast Dodgers. Grał jeszcze w Vero Beach Dodgers, Jacksonville Suns oraz Las Vegas 51s.
W Major League Baseball zadebiutował 28 maja 2006 w meczu przeciwko Washington Nationals. Trzy dni później zdobył swojego pierwszego w karierze home runa. W 2011 wstąpił do Klubu 30–30. W tym samym roku został wybrany do pierwszej dziewiątki Meczu Gwiazd MLB. Rok później ponownie wybrano go do All–Star Game, jednak kontuzja uniemożliwiła mu występ; zastąpił go Chipper Jones z Atlanta Braves. 12 maja 2013 w spotkaniu z Miami Marlins zaliczył 1000. uderzenie w karierze.
W grudniu 2014 przeszedł do San Diego Padres. 14 sierpnia 2015 w meczu przeciwko Colorado Rockies zaliczył pierwsze cycle w historii klubu. 31 lipca 2016 w ramach wymiany zawodników przeszedł do Atlanta Braves.
16 grudnia 2017 przeszedł do Los Angeles Dodgers za Adriana Gonzaleza, Scotta Kazmira, Brandona McCarthy’ego, Charliego Culbersona i 4,5 miliona dolarów. W grudniu 2018 został zawodnikiem Cincinnati Reds.

## Nagrody i wyróżnienia
| Nagroda/wyróżnienie     | Lata             | Źródło      |
| 3× All-Star             | 2011, 2012, 2018 | [ 6 ] [ 7 ] |
| 2× Gold Glove Award     | 2009, 2011       | [ 13 ]      |
| 2× Silver Slugger Award | 2009, 2011       | [ 14 ]      |
| Hank Aaron Award        | 2011             | [ 15 ]      |
| 30–30 club              | 2011             | [ 5 ]       |